# Lagarosiphon ilicifolius
Lagarosiphon ilicifolius är en dybladsväxtart som beskrevs av Anna Amelia Obermeyer. Lagarosiphon ilicifolius ingår i släktet Lagarosiphon och familjen dybladsväxter. IUCN kategoriserar arten globalt som livskraftig. Inga underarter finns listade.